# D-матриця Вігнера
{\displaystyle D}-матриця Вігнера є матрицею незвідного представлення груп SU (2) і SO (3). Комплексне спряження {\displaystyle D}-матриці є власною функцією гамільтоніана сферичних і симетричних жорстких ротаторів. Матриця була введена в 1927 році Юджином Вігнером.

## ОзначенняD-матриці Вігнера
Нехай {\displaystyle J_{x}}, {\displaystyle J_{y}}, {\displaystyle J_{z}} утворюють алгебри Лі {\displaystyle \mathrm {SU} (2)} і {\displaystyle \mathrm {SO} (3)}. У квантовій механіці ці три оператори є компонентами векторного оператора відомого як кутовий момент. Прикладами можуть служити момент електрона в атомі, електронний спін і момент кількості руху жорсткого ротатора. У всіх випадках три оператори задовольняють наступним комутаційним співвідношенням
{\displaystyle [J_{x},\;J_{y}]=iJ_{z},\quad [J_{z},\;J_{x}]=iJ_{y},\quad [J_{y},\;J_{z}]=iJ_{x},}
де {\displaystyle i} це уявна одиниця і стала Планка {\displaystyle \hbar }  задана рівною одиниці. Оператор
{\displaystyle J^{2}=J_{x}^{2}+J_{y}^{2}+J_{z}^{2}}
є оператором Казиміра з {\displaystyle \mathrm {SU} (2)} (або {\displaystyle \mathrm {SO} (3)}, в залежності від обставин). Він може бути діагоналізований разом з {\displaystyle J_{z}} (вибір цього оператора визначається угодою), який комутує з {\displaystyle J^{2}}. Тобто, можна показати, що існує повний набір кетів з
{\displaystyle J^{2}|jm\rangle =j(j+1)|jm\rangle ,\quad J_{z}|jm\rangle =m|jm\rangle ,}
де {\displaystyle j=0,\ 1/2,\ 1,\ 3/2,\ 2,\ \ldots } і {\displaystyle m=-j,\ -j+1,\ldots ,\ j}. Для {\displaystyle \mathrm {SO} (3)} квантове число {\displaystyle j} є цілим.
Оператор повороту можна записати у вигляді
{\displaystyle {\mathcal {R}}(\alpha ,\;\beta ,\;\gamma )=e^{-i\gamma J_{z}}e^{-i\beta J_{y}}e^{-i\alpha J_{z}},}
де {\displaystyle \alpha ,\ \beta ,\ \gamma } — кути Ейлера.
{\displaystyle D}-матриця Вігнера є квадратною матрицею розмірності {\displaystyle 2j+1} із загальним елементом
{\displaystyle D_{m'm}^{j}(\alpha ,\;\beta ,\;\gamma )\equiv \langle jm'|{\mathcal {R}}(\alpha ,\beta ,\gamma )|jm\rangle =e^{-im'\gamma }d_{m'm}^{j}(\beta )e^{-im\alpha }.}
Матриця з загальним елементом
{\displaystyle d_{m'm}^{j}(\beta )=\langle jm'|e^{-i\beta J_{y}}|jm\rangle }
відома як мала {\displaystyle d}-матриця Вігнера.

## Список елементівd-матриці
для {\displaystyle j=1/2}
- {\displaystyle d_{1/2,\;1/2}^{1/2}=\cos(\theta /2)}
- {\displaystyle d_{1/2,\;-1/2}^{1/2}=-\sin(\theta /2)}

для {\displaystyle j=1}
- {\displaystyle d_{1,\;1}^{1}={\frac {1+\cos \theta }{2}}}
- {\displaystyle d_{1,\;0}^{1}={\frac {-\sin \theta }{\sqrt {2}}}}
- {\displaystyle d_{1,\;-1}^{1}={\frac {1-\cos \theta }{2}}}
- {\displaystyle d_{0,\;0}^{1}=\cos \theta }

для {\displaystyle j=3/2}
- {\displaystyle d_{3/2,\;3/2}^{3/2}={\frac {1+\cos \theta }{2}}\cos {\frac {\theta }{2}}}
- {\displaystyle d_{3/2,\;1/2}^{3/2}=-{\sqrt {3}}{\frac {1+\cos \theta }{2}}\sin {\frac {\theta }{2}}}
- {\displaystyle d_{3/2,\;-1/2}^{3/2}={\sqrt {3}}{\frac {1-\cos \theta }{2}}\cos {\frac {\theta }{2}}}
- {\displaystyle d_{3/2,\;-3/2}^{3/2}=-{\frac {1-\cos \theta }{2}}\sin {\frac {\theta }{2}}}
- {\displaystyle d_{1/2,\;1/2}^{3/2}={\frac {3\cos \theta -1}{2}}\cos {\frac {\theta }{2}}}
- {\displaystyle d_{1/2,\;-1/2}^{3/2}=-{\frac {3\cos \theta +1}{2}}\sin {\frac {\theta }{2}}}

для {\displaystyle j=2}
- {\displaystyle d_{2,\;2}^{2}={\frac {1}{4}}\left(1+\cos \theta \right)^{2}}
- {\displaystyle d_{2,\;1}^{2}=-{\frac {1}{2}}\sin \theta \left(1+\cos \theta \right)}
- {\displaystyle d_{2,\;0}^{2}={\sqrt {\frac {3}{8}}}\sin ^{2}\theta }
- {\displaystyle d_{2,\;-1}^{2}=-{\frac {1}{2}}\sin \theta \left(1-\cos \theta \right)}
- {\displaystyle d_{2,\;-2}^{2}={\frac {1}{4}}\left(1-\cos \theta \right)^{2}}
- {\displaystyle d_{1,\;1}^{2}={\frac {1}{2}}\left(2\cos ^{2}\theta +\cos \theta -1\right)}
- {\displaystyle d_{1,\;0}^{2}=-{\sqrt {\frac {3}{8}}}\sin 2\theta }
- {\displaystyle d_{1,\;-1}^{2}={\frac {1}{2}}\left(-2\cos ^{2}\theta +\cos \theta +1\right)}
- {\displaystyle d_{0,\;0}^{2}={\frac {1}{2}}\left(3\cos ^{2}\theta -1\right)}

Елементи {\displaystyle d}-матриці Вігнера із зворотними нижніми індексами знаходяться за наступним співвідношенням:
{\displaystyle d_{m',\;m}^{j}=(-1)^{m-m'}d_{m,\;m'}^{j}=d_{-m,\;-m'}^{j}}.